# 哈羅德·威爾遜
詹姆士·哈羅德·威爾遜，里沃的威爾遜男爵，KG，OBE，FRS，PC（英語：James Harold Wilson, Baron Wilson of Rievaulx，1916年3月11日—1995年5月24日），英國政治家，兩任首相。他曾分別在1964年、1966年、1974年2月和10月的大選中勝出，雖然每次在大選只是險勝，但綜合而言，他在大選獲勝的次數，冠絕所有20世紀的其他首相。相較其他同時代的政治家，他被普遍認為是一位知識型的政治家。

## 早年生涯
威爾遜於1916年出生於英格蘭哈得茲菲爾的一個政治家庭，比他日後的對手希思早數個月出生。威爾遜的父親赫伯特早年活躍於自由黨，後來則加入工黨。威爾遜8歲的時候曾到訪倫敦，並曾在唐寧街10號的門口留影。
威爾遜早年獲得獎學金，入讀哈得茲菲爾羅伊茲會堂中學（Royds Hall Secondary School, Huddersfield），但在1931年的時候，他在一次童軍遠足中喝了受污染的牛奶而染下傷寒，使他有數個月要告假就醫。到了翌年，他擔任工業化學家的父親因為人手過剩而被解僱，花了將近2年時間找工作。威爾遜舉家遷到威勒爾（Wirral）的斯比塔耳（Spital）。他在那裡的威勒爾文法男校（Wirral Grammar School for Boys）就讀中學六年級，並成為了學生代表（Head Boy）。
威爾遜在中學的成績十分出眾，促使他在1934年取得獎學金，入讀牛津大學的耶穌學院，修讀歷史。在大學裡，他曾經加入自由黨，但後來受到G·D·H·柯爾的影響而轉投工黨。第一學年結束後，威爾遜轉讀哲學、政治學及經濟學，後來以一級榮譽畢業，旋即被校方聘用，成為該校在20世紀最年輕的導師（don）之一。
威爾遜在1937年成為牛津大學新學院的經濟學講師，1938年起又成為了大學學院的經濟史講師（自1938年至1945年也是該校的研究員）。在這段時期，他也是威廉·貝弗里奇的助理研究員，專門研究失業和貿易週期。
第二次世界大戰爆發後，威爾遜曾自願從軍。他被界定為專業人士，因而被納入為公務員，成為研究採煤工業的統計學家和經濟學家。隨後自1943年至1944年在燃料與電力部出任經濟學與統計學部門的處長，而統計學更在日後成為了他畢生的興趣。另外，他曾自1972年至1973年出任皇家統計學會會長。

## 國會生涯
在大戰踏入尾聲的時候，威爾遜開始尋求在即將來臨的大選中，覓得一個下議院議席。他獲得指派參選奧姆斯克（Ormskirk）選區，挑戰另一候選人史蒂芬·金-賀（Stephen King-Hall）。最初，威爾遜打算在大選召開前夕才宣佈參選，但他卻意外地答應立即宣佈參選，結果被迫提早脫離公務員行列。在這段時間，他寫了《採煤業的新政》（A New Deal for Coal）一文，以他在大戰期間的工作經驗，反駁國有化有助提升煤礦採礦效率的理論。
1945年大選，工黨擊敗保守黨，在大選中首次取得大勝，而威爾遜也順利地當選國會議員。但他意想不到的是，他立即被聘任為勞工部（Ministry of Works）的國會秘書。兩年後，他被改派為海外貿易秘書（Secretary for Overseas Trade），任內曾數次到訪蘇聯，商討貿易事宜，但這些外訪在日後卻遭對手指為有通敵之嫌。
1947年10月14日，年僅31歲的威爾遜被任命為貿易委員會主席（President of the Board of Trade），晉身內閣，成為了20世紀最年輕的閣員。在任內，他大力提倡通過《1947年貿易統計學法案》，改革英國收集經濟數據的法則，該法案亦一直沿用至今。另外，他又帶頭提議廢除戰時的配給制度。到了1950年英國大選，由於選區異動，威爾遜轉到新設立的海頓（Huyton）選區，最終以些微的票數險勝。
為了籌措足夠的軍費以應付韓戰，工黨政府在1951年決定國民保健署（National Health Service），將對藥物收取費用。此舉使威爾遜跟隨了安奈林·貝文的行列，在1951年4月宣佈辭去所有政府職務，以示抗議，從此威爾遜亦開始被視為左派人物。同年10月工黨政府垮台，威爾遜成為工黨內部的左派領袖之一，但不久以後，威爾遜卻開始與貝文保持距離。巧合的是，貝文後來在1954年宣佈進一步辭去影子內閣的職務，威爾遜遂立即被起用。

## 反對黨生涯
威爾遜是位十分能幹的影子閣員，除了成功使保守黨政府1955年的財政法案流產外，他在1956年發表的一則精闢的言論更贏得不少掌聲。當年，擔任影子內閣財政大臣的威爾遜，以「蘇黎世的地精」（gnomes of Zürich）來形容瑞士的銀行家，諷刺他們企圖以投機手段使英鎊貶值。另一方面，工黨在1955年英國大選落敗後，他曾展開調查，試圖找出工黨落敗的原因，並提出數點有用可行的建議。1959年，威爾遜又成功將下議院的帳目委員會主席一職，合併到影子內閣財政大臣身上。
在1960年，仍然被視為左派的威爾遜，嘗試在黨魁選舉中挑戰黨魁休·蓋茨克，雖然在蓋茨克的帶領下，工黨在1959年英國大選中大熱倒灶，後來又受廢除「第四款」一事蒙上陰影，但威爾遜仍然落敗。其後在1962年，威爾遜參選副黨魁選舉，卻被喬治·布朗擊敗。此後，他出任影子內閣外務大臣一職。
正當工黨重整旗鼓的時候，曉治·蓋茨克卻在1963年1月突然死亡。威爾遜於是再度成為了黨魁選舉的左翼候選人，挑戰喬治·布朗，後來由於卡拉漢加入選戰，分散了黨內的右翼選票，以致威爾遜在選舉勝出，成為了新任工黨黨魁。不久以後，保守黨政府爆發了「普羅富莫事件」，威爾遜譴責「醜聞揭露了我們社會裡病態的一面」，從而搏得不少支持，至於麥美倫的保守黨政府亦因醜聞而大受打擊，促使麥美倫在1963年10月辭去首相一職，由亞歷克·道格拉斯-休姆爵士接任。休姆由於是貴族，不能在下議院發言，以致他上任後立即宣佈放棄他的伯爵爵位。道格拉斯-休姆上台後，威爾遜曾在議會取笑他是休姆伯爵十四世，休姆立即回應道：「我相信威爾遜先生是威爾遜先生十四世吧！」
在1963年尾的工黨大會中，威爾遜在會上發表了一番重要言論，指「英國將會趕到科學與科技革命的白熱（white heat）中，而過時落伍的工業制度和運作方法則會被淘汰」。這段言論為威爾遜贏得不少支持，使他被視為技術官僚的代表，別具一格地獨立於社會傳統。

## 第一任首相：1964年至1970年
受「普羅富莫事件」影響，工黨得以在1964年英國大選中險勝，於下議院取得4席的多數優勢，並由威爾遜出任首相一職。然而，由於工黨只有僅4席的多數優勢，難以確保政府不會垮台，威爾遜唯有小心行事。在18個月後，即1966年3月，再次舉行大選。這次大選中，執政工黨擴大了多數優勢至96席，進一步穩定工黨政府。此外，威爾遜上任首相後，他鍾愛吸煙斗、穿著Gannex牌雨衣的形象，以及愛到西西里島渡假的習慣，也漸漸深入民心。
根據在2005年6月1日公開的內部文件顯示，威爾遜在西西里島渡假時，曾有假裝成漁船的蘇聯船隻監視他。雖然MI5調查後並沒有任何發現，但仍叫他不要使用无线对讲机。
在第一任內，威爾遜政府創立了公開大學，他一直對這項建設十分重視，並認為這是他任首相的最大成就之一。
在海外事務上，威爾遜備受殖民地危機的困擾，當中又以非洲的羅德西亞和南非的問題最為棘手。基於原則的問題，威爾遜一直不容許南羅德西亞總理伊恩·史密斯帶領羅德西亞獨立，因為史密斯是分離主義者，而且又是白人小數政府的領袖，並不能代表當地佔大多數的黑人。結果史密斯在1965年11月11日宣佈了《單方面獨立宣言》（Unilateral Declaration of Independence，簡稱UDI），將南羅德西亞從英國獨立。然而，威爾遜不肯退讓，一直對獨立宣言不予承認，隨後更成功向聯合國申請對羅德西亞進行制裁。此外，威爾遜又拒絕應美國的要求，對越戰提供軍事援助，而只同意提供外交援助。
在經濟事務上，威爾遜常被對手指為態度曖昧。例如，威爾遜一直反對英鎊貶值，但當英鎊隨後在1967年11月貶值後，他卻在電台講話中，視貶值因為一種勝利，並說道：「從政治的角度來看，一個星期是一段長時間」（A week is a long time in politics），他這番話的意思，是指政府在初頭可能做得不好，但最終一定會有所交待，反之亦然。為了穩定民心，威爾遜又說貶值一事「並不代表在英國—你錢包裡的英鎊—的價值少了......」（This does not mean that the pound here in Britain—in your pocket or purse—is worth any less ...）。另一方面，威爾遜在處理工業糾紛的問題上亦被評為效率過低。當中，全國海員聯合會（National Union of Seamen）就曾在1966年英國大選後發動罷工，罷工持續了六星期，對威爾遜的聲望明顯有所打擊。
威爾遜在1965年顯示了平民主義者的一面，決意向披頭四樂隊頒贈MBE勳銜（在現今的英國，勳銜均由君主作正式的授勳，但事實上，受勳的人士皆由首相提名）。披頭四獲勳一事，使國內的年輕一輩認為，首相與年輕人之間有「接觸」，但國內佔小數的保守主義者，和曾同樣獲勳的老軍人卻表示反對。批評者認為威爾遜希望授勳一事可為他在下屆大選（將在一年內舉行）取得年輕人的支持，但亦有不少人反駁，指出英國當時法定的最低投票歲數是21歲的成人，而披頭四的歌迷卻以青少年為主。不管誰是誰非，可以肯定的是，事件使威爾遜成功塑造出現代領袖的形象，披頭四樂隊也把他視為「新英國」的驕傲。
可是到了1967年，威爾遜卻與另一樂隊The Move陷入瓜葛，其後他更控告該樂隊的經理人誹謗。原因是該樂隊在為單曲《Flowers In The Rain》印製的宣傳明信片上，畫有一個卡通化的威爾遜與女助手睡在同一張床上，結果引致原有的緋聞被廣泛流傳。最終威爾遜勝訴，樂隊則被法院裁定，他們從該首歌曲所賺到的金錢，必須用作威爾遜的終生養老金，但後來在威爾遜要求下，賺到的金錢一概捐到他指定的慈善團體。
1966年，威爾遜獲任命為布拉德福德大学的首任校長，他一直出任此職至1985年。

## 短暫下野
1969年工黨的支持率曾經下跌，但到了1970年又重新回升。適逢任期將屆，威爾遜遂趁機在6月宣佈舉行大選，以鞏固自己的支持。大選臨近的時候，保守黨在塞爾斯登公園酒店意外泄露一份政策文件，內容大約指出保守黨將會任用頗激進的貨幣主義者，推動以自由市場為方針的政策，去解決國內的通貨膨脹和失業問題。消息傳出後，威爾遜立即指出保守黨的政策失當，並以「塞爾斯登人」（Selsdon Man）來取笑保守黨的政策反動保守。然而他低估了大眾的反工黨情緒，以致出乎意料地在大選中輸給了保守黨的希思。
由於希思上任後未能有效解決國內的種種問題，所以威爾遜在1974年2月的大選中以些微的多數優勢擊敗希思，重新上台執政。為了進一步鞏固工黨在下議院的多數優勢，威爾遜在同年10月再度召開大選，並成功拉開工黨在議會的多數優勢。

## 第二任首相：1974年至1976年
在1974年的兩次大選的競選活動間，威爾遜曾承諾將就英國加入歐洲共同體的條款作重新談判，再決定英國是否留在歐共體。結果威爾遜上台後，下議院通過英國將在新的條款下留在歐共體，隨後威爾遜又舉行了公投，投票在1975年6月5日有了結果，結果確認了下院的議決。
早在1971年9月，威爾遜曾發表了他對愛爾蘭統一的看法，以回應日益惡化的愛爾蘭問題。其中，威爾遜定下了目標，希望英國在1986年時離開北愛爾蘭。但威爾遜上台後，他沒有實行這些目標。
到了1974年5月，威氏譴責愛爾蘭聯合論者策劃的阿爾斯太工人罷工，是帶有宗教性質的，而且「罷工的宗教目的與17世紀拉上了關係」。可是，威爾遜卻拒絕派出軍隊鎮壓這些強迫工人罷工，兼帶有準軍事性質的親政府分子。不久以後，威爾遜又在電視發表演說，指罷工的親政府分子和他們的支持者都是國家的「寄生蟲」，指望國家會供養他們。最終，罷工人士取得了勝利，成功迫使政府廢除北愛爾蘭行政長官一職，並促使伊迪·阿敏向威爾遜發電報，表示願意在烏干達提供舉行和談的場地。

### 辭職
1976年3月16日，威爾遜突然以倦勤為由，宣佈自己將會辭去首相一職。在聲明中，他指自己在一直身心俱疲，原已決定在60歲退休。早在1960年代晚期，威爾遜已向同僚透露，自己最多只能夠續任8至9年首相。然而到了1976年，威氏發現自己患上初期的阿兹海默病，以往強勁的記憶力和集中力皆急速退化，最終造成威爾遜富戲劇性的辭職。
威爾遜宣佈辭職後，英女皇伊莉莎伯二世特意到唐寧街10號參加晚宴，以示感謝他的貢獻。除他以外，只有邱吉爾爵士曾獲同樣的榮譽。
威爾遜辭職的同時，還撰寫了一份獲勳人士名單，獲勳人士除了有他的支持者外，還包括不少商人和社會名流。然而，名單中的不少獲勳人士隨後卻頻頻牽涉醜聞。如獲男爵銜的卡根勳爵（Lord Kagan），最終因為詐騙罪成入獄；而獲冊封為爵士的艾利克·米勒爵士（Sir Eric Miller），隨後因涉嫌貪污被警方調查，最後自殺身亡。該份獲勳名單由威爾遜的助手瑪莎·威廉斯（Marcia Williams）撰寫，初稿寫在薰衣草色的筆記紙上，因而被稱為「薰衣草名單」（The Lavender List）。整件事件使輿論認為威爾遜有私相授授之嫌，結果對他卸任後的聲望構成了深遠的打擊。
黨魁選舉在威氏辭職後舉行。在第一輪投票中，東尼·貝恩、卡拉漢、安東尼·克羅斯蘭（Anthony Crosland）、邁克爾·富特、丹尼士·希利和羅伊·詹金斯都參與角逐。詹金斯雖然是熱門候選人，但最後在第一輪選舉卻屈居第三名。第二輪選舉在1976年4月5日舉行，卡拉漢以176票擊敗富特的137票，正式成為威爾遜的繼任人，出任首相和工黨黨魁。

## 晚年

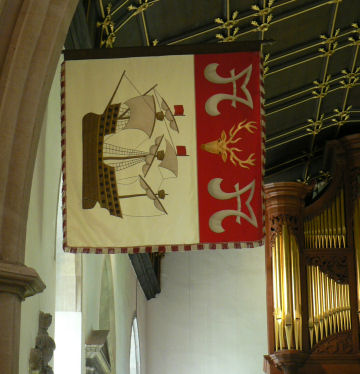
牛津大學耶穌學院的禮拜堂內，掛有一塊威爾遜勳爵的嘉德旗幟。

由於威爾遜辭任首相後希望能夠繼續成為下議院議員，所以他沒有按慣例接受貴族爵位，但卻接受冊封為嘉德勳爵士。1983年，威爾遜正式從下議院退休，隨即獲晉爵為西約克郡柯爾克利斯（Kirklees），里沃的威爾遜男爵（Baron Wilson of Rievaulx）。
威爾遜從下議院退休後不久，他的阿茲海默病的病情明顯惡化，精神狀態更不斷衰退。因此在1985年以後，威爾遜已甚少在公眾場合露面。
1995年5月24日，威爾遜因大腸癌於倫敦病逝，終年79歲。他的遺體隨後安葬於西西里島的聖瑪利（St Mary's），其墓碑寫有一句話：「時間是萬物之主宰。」（Tempus Imperator Rerum）

## 略論
威爾遜十分著重突顯自己是「大眾的一份子」（a man of people）的形象，從而使他與以往在上流社會出身的政客構成鮮明的對比。在外表上，他操地道的約克郡口音，常常以Gannex牌男裝雨衣示人，該牌子則以工人階級為銷售對象。此外，他又愛吸煙斗（在私人場合卻抽香煙）和吃簡單平凡的菜色。值得一提的是，他在吃飯的時候，無論是甚麼食物，他都總愛蘸很多HP醬。至於體育方面，他則是哈德斯菲爾德足球會的支持者。總而言之，威爾遜第一次當選首相的原因，與他樸實的形象有關，因為當時的群眾正需要一位帶現代氣色的領袖，以了結「托利黨在過去13年的施政失誤」。
儘管威爾遜在第一段任期取得相當的成功，但從第二段任期開始，他的支持率卻一直陷於低潮。不少人認為，這是因為威爾遜未能成功使工黨現代化，而他後期一直全神專注在政治內鬥，更換來了施政的失誤。有些人更引申到，威爾遜的過失，為1970年代末爆發的「不滿的冬天」埋下伏線，最終甚至造就了保守黨長達18年的執政。不過反駁者則指出，因為有威爾遜的恰當管理，才能有效把工黨團結起來，威爾遜下台後，工黨才步向分裂。威爾遜下台後，工黨內各派系不再和平共處，黨內日積月累而成的派系主義更成為工黨在1980年代陷於癱瘓的主因。在當時對大部分的選民來說，他們視戴卓爾夫人為唯一對抗工會的人選。另一方面，在威爾遜辭職20年以後，在貝理雅的帶領下，工黨才得以真正的改革和重生。

## 推翻哈羅德·威爾遜的陰謀

### MI5陰謀论
1963年，曾有變節到美國的蘇聯情報人員秘密指出，威爾遜是KGB派來的間諜。雖然大部份的英美情報人員並不相信威爾遜是特務，但仍有部份人士對此表示相信。據了解，曾經有30名軍情五處（MI5）的特務試圖拖垮威爾遜的政府，手段包括在1974年背後鼓動阿爾斯太工人協會發動大罷工；以及背後抹黑威爾遜，散佈流言，指他是蘇聯特務和愛爾蘭共和軍的同情者，以便增加保守黨在大選的勝算，但這些指控至今仍甚具爭議性。
英國廣播公司（BBC）在2006年播放的一套節目則表示，威爾遜政府曾兩度幾乎被軍事政變推翻，英國則差一點淪為軍政府。第一次陰謀發生在1960年代末，英鎊貶值以後，但由於後來保守黨的泰德·希思拜相，所以政變計劃最後無疾而終。第二次陰謀則發生在1974年，當年英國軍隊曾以演習對付愛爾蘭共和軍為名，佔領了伦敦希斯罗机场的跑道，但威爾遜的友人卻指出這是兵變的一次預演。傳言更指第二次政變陰謀的背後策劃者是愛丁堡公爵的舅父蒙巴顿勳爵，而他在政變成功後將代理首相一職。至於從一些秘密錄音中透露，威爾遜在1976年辭職後曾私下表示，他在過去8個月感到未能完全控制國家大局，並說自己的安全受威脅。

### 其他陰謀理論
威爾遜政府一直對極具爭議性的山達基教採取強硬態度，在1967年更通過禁止外国籍的山達基教教徒進入英國本土（該措施一直有效至1980年）。為了作出回應，該教創辦人罗恩·贺伯特指威爾遜正與蘇聯、一些精神病學家和金融家聯手，策劃一些國際性陰謀。
該陰謀被贺伯特稱為「田中奏摺」，但普遍的英國國民對陰謀卻不表相信。最後，威爾遜的衛生部長，肯尼士·羅賓遜（Kenneth Robinson）更成功入稟法院，控告山達基教和贺伯特誹謗。

## 軼事
- 威爾遜辭任首相後曾與某電視台簽約，主持一系列清談節目。可是一向作風傳統的他，卻不能適應清談節目輕鬆的氣氛，所以該節目以失敗收場。
- 在牛津大學流傳了一個傳說，指威爾遜在畢業試取得的分數是歷史上最高。
- 威爾遜是哈德斯菲爾德足球會的支持者[2]。
- 威爾遜在1965年獲英國吸煙斗人士協會（British Pipesmokers' Council）選為「年度吸煙斗人士」（Pipe Smoker of the Year），後又在1976年獲選為「年代吸煙斗人士」（Pipeman of the Decade） 。

## 頭銜

哈羅德·威爾遜的盾徽。

- 哈羅德·威爾遜，Esq（1916年3月11日—1945年1月1日）
- 哈羅德·威爾遜，Esq，OBE（1945年1月1日—1945年7月26日）
- 哈羅德·威爾遜，Esq，OBE，MP（1945年7月26日—1947年9月29日）
- 哈羅德·威爾遜閣下，OBE，MP（1947年9月29日—1969年12月6日）
- 哈羅德·威爾遜閣下，OBE，FRS，MP（1969年12月6日—1976年4月23日）
- 哈羅德·威爾遜爵士閣下，KG，OBE，FRS，MP（1976年4月23日—1983年6月9日）
- 哈羅德·威爾遜爵士閣下，KG，OBE，FRS（1983年6月9日—1983年9月16日）
- 里沃的威爾遜勳爵閣下，KG，OBE，FRS，PC（1983年9月16日—1995年5月24日）

## 外部連結
- 哈羅德·威爾遜生平時序

| 官衔                              | 官衔                           | 官衔                              |
| --------------------------------- | ------------------------------ | --------------------------------- |
| 前任者： 斯塔福·克里普斯          | 貿易委員會主席 1947年–1951年   | 繼任者： 哈特利·莎克羅斯          |
| 前任者： 丹尼士·希利              | 影子內閣外務大臣 1961年–1963年 | 繼任者： 派翠克·戈登·沃克         |
| 前任者： 曉治·蓋茨克              | 英國工黨黨魁 1963年–1976年     | 繼任者： 詹姆斯·卡拉漢            |
| 前任者： 曉治·蓋茨克              | 反對黨領袖 1963年–1964年       | 繼任者： 亞歷克·道格拉斯-休姆爵士 |
| 前任者： 亞歷克·道格拉斯-休姆爵士 | 英國首相 1964年–1970年         | 繼任者： 希思                     |
| 前任者： 希思                     | 反對黨領袖 1970年–1974年       | 繼任者： 希思                     |
| 前任者： 希思                     | 英國首相 1974年–1976年         | 繼任者： 詹姆斯·卡拉漢            |